# Margites mucidus
Margites mucidus là một loài bọ cánh cứng trong họ Cerambycidae.